# Boliniales
De Boliniales zijn een orde van Sordariomycetes uit de subklasse Sordariomycetidae.

## Taxonomie
De taxonomische indeling van de Boliniales is als volgt:
Orde: Boliniales
- Familie: Boliniaceae
  - Geslacht Apiocamarops
  - Geslacht Camarops
    - Soort Camarops polysperma

  - Geslacht Endoxyla
- Familie: Catabotrydaceae